# Бейсбольное поле

Поле для игры в бейсбол

Бейсбольное поле  — спортивная (игровая) площадка для игры в бейсбол.
Поле занимает площадь около 1 га (площадка для юниоров на одну треть меньше). 

## Разметка
Разметка поля основана на базах, которые очерчивают квадрат, или «инфилд» (внутреннее поле), с основанием в домашней базе (возле которой стоит бьющий для отражения бросков питчера).
А — домашняя база 

Б — первая база 

В — вторая база 

Г — третья база 

Д — питчерская горка 

Е — зона для кетчера 

Ж — линии фола 

З — ограждение поля 

И — зоны для бьющего 

К — зона для тренера первой базы 

Л — зона для тренера третьей базы 

М — зоны для разминки следующего бьющего
Квадрат имеет травяное покрытие, за исключением коридоров между базами, специального возвышения для питчера (питчерской горки) и небольшой зоны за домашней базой для «кетчера» (игрока защиты, принимающего подачи питчера).
Питчерская горка расположена в центре квадрата и приподнята на 45 см (для юниорских соревнований на 25 см) над общим уровнем поля. На вершине горки закрепляется пластина из отбеленной твёрдой резины, которой питчер должен касаться ногой при исполнении броска в дом бьющему.
Домашняя база или «дом» — это пятиугольник из отбеленной резины, только две его стороны образуют клин. Дом располагается таким образом, чтобы клин показывал на кетчера. Большая сторона прямоугольника обращена к питчеру. Первая, вторая и третья базы представляют собой белые квадраты из мягкого материала, обшитые холстом и прикреплённые к земле металлическими колышками.
Границами игрового поля являются белые линии из молотого мела, идущие от вершины клина дома до первой и третьей баз и дальше до ограждения поля. Эти линии называются линиями фола (штрафными линиями), поскольку территория вне этих линий также называется «фол». Игровая же территория называется «фэйр». На концах фол-линий находятся фол-мачты, относительно которых определяют, находится ли мяч на территории «фол» или «фэйр».
На стадионах, предназначенных для соревнований среди взрослых команд, длина фол-линий должна быть не меньше 75 м, но может превышать и 100 м (на площадке для юниоров — не менее 50 м). Расстояние до ограждения поля по центру поля должно быть больше, чем по фол-линиям.
Часть поля между квадратом и ограждением называется «аутфилдом» (дальнее поле), но квадрат и аутфилд не отделены специальной разметкой, и передвижение между ними не ограничено для игроков защиты. Аутфилд имеет травяное покрытие.
По обе стороны от дома расположены прямоугольные зоны для бьющих (для левшей и правшей).
За линиями фола в пяти метрах от первой и третьей баз находятся прямоугольные зоны для тренеров нападающей команды, в задачу которых входит руководство продвижением игроков атаки по базам. На расстоянии 12 м от дома около скамеек обеих команд расположены круглые зоны для разминки следующего бьющего.